# Норт-Воррен (Пенсільванія)
Норт-Воррен (англ. North Warren) — переписна місцевість (CDP) в США, в окрузі Воррен штату Пенсільванія. Населення — 1855 осіб (2020).

## Географія
Норт-Воррен розташований за координатами 41°52′59″ пн. ш. 79°9′59″ зх. д. / 41.88306° пн. ш. 79.16639° зх. д. (41.883098, -79.166439).  За даними Бюро перепису населення США в 2010 році переписна місцевість мала площу 21,34 км², з яких 21,24 км² — суходіл та 0,10 км² — водойми.

## Демографія
Згідно з переписом 2010 року, у переписній місцевості мешкали 1934 особи в 779 домогосподарствах у складі 498 родин. Густота населення становила 91 особа/км².  Було 847 помешкань (40/км²).
Расовий склад населення:
| - 96,1 % — білих - 1,5 % — чорних або афроамериканців - 0,8 % — азіатів - 0,3 % — корінних американців - 0,1 % — вихідців з тихоокеанських островів |

До двох чи більше рас належало 1,2 %. Частка іспаномовних становила 0,7 % від усіх жителів.
За віковим діапазоном населення розподілялося таким чином: 18,5 % — особи молодші 18 років, 61,4 % — особи у віці 18—64 років, 20,1 % — особи у віці 65 років та старші. Медіана віку мешканця становила 47,2 року. На 100 осіб жіночої статі у переписній місцевості припадало 107,7 чоловіків;  на 100 жінок у віці від 18 років та старших — 105,3 чоловіків також старших 18 років.
Середній дохід на одне домашнє господарство  становив 75 349 доларів США (медіана — 47 193), а середній дохід на одну сім'ю — 85 187 доларів (медіана — 56 250). Медіана доходів становила 42 857 доларів для чоловіків та 37 411 долар для жінок. За межею бідності перебувало 1,5 % осіб, у тому числі 0,0 % дітей у віці до 18 років та 1,4 % осіб у віці 65 років та старших.
Цивільне працевлаштоване населення становило 706 осіб. Основні галузі зайнятості: освіта, охорона здоров'я та соціальна допомога — 33,3 %, роздрібна торгівля — 23,4 %, виробництво — 15,6 %.